# Misja Stambuł
Misja Stambuł (oryg. Mission Istaanbul) – indyjski film akcji z 2008 roku. W rolach głównych wystąpili: Vivek Oberoi, Shriya Saran, Sunil Shetty i Zayed Khan. Reżyseria – Apoorva Lakhia, autor Shootout at Lokhandwala i Ek Ajnabee. Gościnnie gra też Abhishek Bachchan. Główny bohater, muzułmanin Rizwan Khan straciwszy w wybuchu żonę i dziecko angażuje się z pasją w walkę z muzułmańskim terroryzmem. Towarzyszy mu w tym indyjski dziennikarz Vikas Zagar. Jednym z pól bitew jest tu Stambuł.

## Fabuła
Dziennikarz telewizyjny, Vikas Sagar (Zayed Khan), przybity kryzysem małżeńskim zakończonym rozwodem, przyjmuje posadę z dala od Indii. W Stambule. Ma tam pracować dla kanału telewizyjnego przedstawiającego wiadomości na temat terroryzmu. W ramach swojej pracy zgłasza się do misji w Afganistanie. Towarzyszący mu Awaiz Hussein (Sunil Shetty) ginie tam z rąk terrorystów. Podczas jego pogrzebu tajemniczy muzułmanin turecki, Rizwan Khan (Vivek Oberoi) nawiązuje z Vikasem kontakt. Sugeruje mu, że kanał telewizyjny, dla którego pracuje, jest przykrywką organizacji terrorystycznej. Z tej pracy nie można się zwolnić. Każdy z dziennikarzy, który chce się wycofać, ginie. Zdaniem Rizwana było to powodem śmierci Awaiza. Rizwan, którego rozpacz po śmierci rodziny zabitej podczas wybuchu, uczyniła zawziętym wrogiem terrorystów, ma nadzieję na pomoc Vikasa w rozszyfrowaniu  kanału telewizyjnego Al Johra.

## Obsada
- Zayed Khan jako Vikas Sagar
- Vivek Oberoi jako Rizwan Khan
- Shriya Saran jako Anjali Sagar, żona Vikasa
- Shabbir Ahluwalia jako Khalil Nazir
- Nikitin Dheer jako Al Ghazni (debiut)
- Shweta Bharadwaj jako dr Lisa Lobo
- Sunil Shetty jako Owais Hussain
- Abhishek Bachchan (gościnnie)
- Pia Trivedi (gościnnie)

## Muzyka i piosenki
Muzykę do filmu skomponował Anu Malik, twórca muzyki do takich filmów jak:  Akele Hum Akele Tum, Chaahat, Miłość', Border, China Gate, Refugee, Fiza, Aśoka Wielki , Aks, LOC Kargil, Tamanna, Kalyug, Ishq Vishk, Murder, Fida, No Entry, Humko Deewana Kar Gaye, Zakochać się jeszcze raz,  Umrao Jaan, czy Paap. Nagroda Filmfare za Najlepszą Muzykę za Baazigar i Jestem przy tobie.
1. World Hold On World Hold On (Remix) – Kunal Ganjawala, Gayatri Ganjewala, Raaj
2. Mission Mission  – Hamza Farooqui
3. Jo Gumshuda  – Shaan, Mahalaxmi, Ege
4. Nobody Like You Neeraj Shridhar, Anoushka, Ishq Bector
5. Yaar Mera Dildaara  – Javed Ali, Sunidhi Chauhan
6. Apun Ke Saath   – Mika Singh, Pretty Priya
7. Jo Gumshuda (Remix) – Shaan, Mahalaxmi, Ege
8. Nobody Like You (Remix)  – Neeraj Shridhar, Anoushka, Ishq Bector
9. World Hold On World Hold On – Kunal Ganjewala, Gayatri Ganjewala, Raaj

## O twórcach filmu
Pierwotnie rolę Vikasa, która gra Zayed Khan miał zagrać Bobby Deol. Rolę negatywną graną przez debiutanta Nikitin Dheera przeznaczono najpierw dla Tusshar Kapoora.